# Chiquititas (álbum de 1997)
Chiquititas é a primeira trilha sonora da telenovela brasileira de mesmo nome, lançado no Brasil pela Sony Music, em 1997. As canções fazem parte da primeira temporada da novela, tratando-se de regravações das músicas da versão argentina. 
Cada uma das dez faixas ganhou um videoclipe que era exibido no decorrer da trama e com fins promocionais, algumas das canções foram enviadas ás rádios como single e o elenco participou de vários programas da televisão brasileira. 
Um detalhe que tornou-se notável é o fato das canções não serem cantadas pelo próprio elenco e sim por cantores de estúdio, alguns desconhecidos, o crédito aos mesmos é dado no encarte.
Obteve sucesso comercial. Em apenas quatro meses do lançamento vendeu mais de 1 milhão de cópias e totalizou com mais de 2 milhões de cópias vendidas no Brasil, tornando-se um dos álbuns mais vendidos daquele ano e o mais vendido entre os seis lançados como trilha da novela que permaneceu no ar até 2001.  

## Antecedentes
Chiquititas é a versão brasileira da telenovela argentina de mesmo nome, criada e produzida por Cris Morena. A novela é do gênero drama musical, com cenas de dramaturgia intercaladas por videoclipes e performances de canções. A trama narra a história de um grupo de órfãos que vivem em um orfanato chamado como Raio de Luz, cujas vidas são transformadas pela personagem Carolina, interpretada por Flávia Monteiro.
Assim como a versão argentina, a adaptação brasileira apresenta músicas originalmente compostas por Cris Morena e Carlos Zulisber Nilson, com tradução para o português brasileiro realizada por Cayon Gadia. O Sistema Brasileiro de Televisão (SBT), inspirado pelo sucesso da trilha sonora original argentina—que vendeu 200 mil cópias em sua primeira edição, 330 mil na segunda e 200 mil na terceira em apenas um mês—planejou uma trilha sonora específica para a versão brasileira da novela.

## Produção e gravação
A produção musical  ficou sob a responsabilidade de Arnaldo Saccomani. Uma das canções, a intitulada "Berlinda" ("A Berlín"), presente no segundo álbum da versão argentina, foi incluída na trilha sonora no lugar de "Blue Jeans Baby Tatuá," que aparece no álbum Chiquititas 2, de 1998, da versão brasileira.
Diferentemente da versão argentina, as canções da adaptação brasileira foram interpretadas por cantores profissionais desconhecidos do grande público, enquanto os atores da novela apenas dublavam as músicas nos videoclipes. A esse respeito, a atriz Fernanda Souza, que interpretava a personagem Mili, comentou: "Era muito difícil achar 20 crianças que cantassem, dançassem e atuassem, então eles escolheram só os dois últimos e a gente dublou mesmo".
Um exemplo é a canção "Mentirinhas", gravada pela cantora Lais Yasmin. Em entrevista ao canal Chiquititas Fãs Anos Depois, Yasmin relatou que, durante as gravações de seu primeiro álbum de estúdio pela gravadora Paradoxx Music, o produtor César Augusto foi informado por Saccomani sobre a necessidade de encontrar crianças cantoras para a trilha sonora. Após ouvir uma de suas canções, Yasmin foi selecionada.
A cantora Maria Diniz, responsável pela voz de Mili, revelou que, aos 32 anos, já era mãe e tinha uma carreira consolidada gravando jingles e coros para outros artistas. Convidada pelo produtor Arnaldo Saccomani, ela realizou as gravações em um estúdio em São Paulo, sem saber que seriam para uma novela. Diniz também comentou que precisou adaptar sua voz para um timbre mais jovem, adequado à personagem interpretada por Fernanda Souza.
Com relação a parte gráfica do projeto, a atriz Renata del Bianco afirmou em seu podcast, Tudo Tudo Pod, sobre o fato de ser a única a não aparecer com uma foto sorrindo (ela aparece dando língua). Segundo a atriz ela tirou várias fotos sorrindo, até que o diretor pediu uma foto fazendo careta, a segunda pose que ela fez é a foto que foi a escolhida para integrar o encarte.

## Lançamento e promoção
Um single da música "Tudo Tudo" foi enviado as rádios, com fins promocionais. Além disso, o elenco infantil, junto com a atriz Flávia Monteiro participaram de programas do SBT, tais como o Domingo Legal, do apresentador Gugu Liberato, Jô Soares Onze e Meia e Programa Livre.
Nas primeiras apresentações o elenco executava um megamix com as músicas: "Remexe" (tema de abertura), "Mentirinhas", "Até Dez", "Era uma Vez" e "Tudo Tudo". Foi a partir dessas viagens para divulgação que o elenco tomou conhecimento do sucesso da novela no Brasil, pois elas estavam morando na Argentina.
Os videoclipes, que eram exibidos exclusivamente na novela, foram fundamentais para que o público conhecessem as faixas do CD, embora algumas delas tenham sido editadas, as exceções são: "Berlinda", "Mentirinhas", "Sinais" (a faixa de menor duração de todos os CDs) e "Até Dez" (que possui uma introdução adicional).

## Recepção comercial
Obteve sucesso, superando as expectativas de funcionários da emissora e da gravadora. Em dois meses o álbum vendeu 780 mil cópias. A nível de comparação, enquanto a novela argentina vendeu cerca de 800 mil cópias com os três primeiros CDs juntos, a trilha nacional vendeu mais de 1 milhão de cópias em apenas três meses. Flávia Bravo, gerente de marketing especial da Sony, revelou em entrevista: "Particularmente, sempre esperei que o CD fosse um sucesso, pois o mercado fonográfico tem poucos produtos voltados exclusivamente para as crianças. Só não imaginei que o disco ia estourar tão rápido".
Na lista de CDs mais vendidos da semana, do jornal Folha de S.Paulo, auditada pela Nopem, atingiu a primeira posição, na semana de 4 de novembro de 1997. A ABPD o certificou como disco de platina triplo, após audição de mais de 750 mil cópias vendidas no Brasil.
Fontes divergem quanto as vendas totais do álbum. De acordo com a revista estadunidense Billboard o álbum vendeu 2 milhões de cópias no Brasil apenas em 1997, tornando-se o segundo álbum mais vendido daquele ano, atrás apenas do álbum homônimo do grupo Só pra Contrariar que atingiu 3 milhões de cópias. Outras fontes falam em 1,2 milhões de cópias.

## Lista de faixas
- Créditos adaptados do encarte do CD Chiquititas, de 1997.[3]

| N.º | Título             | Compositor(es)                                                 | Duração |  |
| 1.  | "Remexe"           | María Cristina De Giácomi, Carlos Zulisber Nilson, Caion Gadia | 2:45    |  |
| 2.  | "Berlinda"         | Giácomi, Nilson, Gadia                                         | 2:16    |  |
| 3.  | "Mentirinhas"      | Giácomi, Nilson, Gadia                                         | 3:42    |  |
| 4.  | "Tudo, Tudo"       | Giácomi, Nilson, Gadia                                         | 2:35    |  |
| 5.  | "Igual Aos Demais" | Giácomi, Nilson, Gadia                                         | 3:03    |  |
| 6.  | "Te Encontrei"     | Giácomi, Nilson, Gadia                                         | 3:57    |  |
| 7.  | "Era Uma Vez"      | Giácomi, Nilson, Gadia                                         | 4:00    |  |
| 8.  | "Sinais"           | Giácomi, Nilson, Gadia                                         | 1:19    |  |
| 9.  | "Por Que, Deus?"   | Giácomi, Nilson, Gadia                                         | 3:59    |  |
| 10. | "Até Dez"          | Giácomi, Nilson, Gadia                                         | 2:06    |  |

## Tabelas
| Tabela musical (1997) | Posição |
| --------------------- | ------- |
| Brasil Brasil (Nopem) | 1       |

| Tabela musical (1997) | Posição |
| --------------------- | ------- |
| Brasil Brasil (Nopem) | 12      |

## Certificações e vendas
| País          | Certificação | Vendas estimadas      |
| ------------- | ------------ | --------------------- |
| Brasil - ABPD | 3× Platina   | 1,200,000 / 2,000,000 |